# جوناثان فرانكس
جوناثان فرانكس (بالإنجليزية: Jonathan Franks)‏ (8 أبريل 1990 في المملكة المتحدة - ) هو لاعب كرة قدم بريطاني في مركزي الوسط والهجوم. شارك مع منتخب إنجلترا تحت 16 سنة لكرة القدم ومنتخب إنجلترا تحت 17 سنة لكرة القدم ومنتخب إنجلترا تحت 18 سنة لكرة القدم ومنتخب إنجلترا تحت 19 سنة لكرة القدم ومنتخب إنجلترا تحت 20 سنة لكرة القدم. أما مع النوادي، فقد لعب مع أكسفورد يونايتد ونادي روس كاونتي ونادي ميدلزبره ونادي هارتلبول يونايتد ويوفل تاون.

## وصلات خارجية
- جوناثان فرانكس على موقع قاعدة بيانات كرة القدم.إي يو (الإنجليزية)
- جوناثان فرانكس على موقع Soccerbase.com (لاعب) (الإنجليزية)
- جوناثان فرانكس على موقع Soccerway.com (الإنجليزية)
- جوناثان فرانكس على موقع عالم كرة القدم.نت (الإنجليزية)